# Lista över köpingar i Sverige
Detta är en lista över köpingar i Sverige.

## Lista
| Köping             | Län 1971                | Län 2006             | Tid från         | Tid till         | Folkmängd 2000 | !                                                                                                  |
| ------------------ | ----------------------- | -------------------- | ---------------- | ---------------- | -------------- | -------------------------------------------------------------------------------------------------- |
| Alvesta            | Kronobergs län          | Kronobergs län       | 1 januari 1945   | 31 december 1970 | 7 743          | blev Alvesta kommun                                                                                |
| Anderstorp         | Jönköpings län          | Jönköpings län       | 1 januari 1953   | 31 december 1970 | 5 116          | blev Anderstorps kommun som 1974 uppgick i Gislaveds kommun                                        |
| Arvika             | Värmlands län           | Värmlands län        | 27 februari 1811 | 31 december 1910 | 14 116         | blev Arvika stad, var före 1863 friköping                                                          |
| Avesta             | Kopparbergs län         | Dalarnas län         | 1 januari 1907   | 31 mars 1919     | 14 847         | blev Avesta stad                                                                                   |
| Bengtsfors         | Älvsborgs län           | Västra Götalands län | 1 januari 1926   | 31 december 1970 | 3 351          | blev Bengtsfors kommun                                                                             |
| Bjuv               | Malmöhus län            | Skåne län            | 1 januari 1946   | 31 december 1970 | 6 228          | blev Bjuvs kommun                                                                                  |
| Björkhamre         | Gävleborgs län          | Gävleborgs län       | 1 januari 1923   | 31 december 1941 |                | uppgick i Bollnäs stad                                                                             |
| Bodafors           | Jönköpings län          | Jönköpings län       | 1 januari 1930   | 31 december 1970 | 2 008          | uppgick i Nässjö kommun                                                                            |
| Bollnäs            | Gävleborgs län          | Gävleborgs län       | 1 januari 1906   | 31 december 1941 | 12 726         | blev Bollnäs stad                                                                                  |
| Borlänge           | Kopparbergs län         | Dalarnas län         | 1 januari 1898   | 31 december 1943 | 39 640         | blev Borlänge stad                                                                                 |
| Boxholm            | Östergötlands län       | Östergötlands län    | 1 januari 1947   | 31 december 1970 | 3 199          | blev Boxholms kommun                                                                               |
| Bromölla           | Kristianstads län       | Skåne län            | 1 januari 1942   | 31 december 1970 | 7 333          | blev Bromölla kommun                                                                               |
| Båstad             | Kristianstads län       | Skåne län            | 22 oktober 1858  | 31 december 1970 | 4 683          | blev Båstads kommun, var före 1937 friköping/municipalköping och Båstads köpings municipalsamhälle |
| Danderyd           | Stockholms län          | Stockholms län       | 1 januari 1946   | 31 december 1970 | 9 932          | blev Danderyds kommun                                                                              |
| Degerfors          | Örebro län              | Örebro län           | 1 januari 1943   | 31 december 1970 | 7 897          | blev Degerfors kommun                                                                              |
| Djursholm          | Stockholms län          | Stockholms län       | 1 januari 1901   | 31 december 1913 | 8 856          | blev Djursholms stad, numera i Danderyds kommun                                                    |
| Döderhultsvik      | Kalmar län              | Kalmar län           | 28 januari 1646  | 30 april 1856    | 17 059         | blev Oskarshamns stad, var lydköping                                                               |
| Emmaboda           | Kalmar län              | Kalmar län           | 1 januari 1930   | 31 december 1970 | 5 071          | blev Emmaboda kommun                                                                               |
| Eslöv              | Malmöhus län            | Skåne län            | 1 januari 1875   | 31 december 1910 | 15 521         | blev Eslövs stad                                                                                   |
| Figeholm           | Kalmar län              | Kalmar län           | 1741             | 31 december 1951 | 839            | uppgick i Misterhults kommun, var lydköping/municipalköping före 1 januari 1878                    |
| Finspång           | Östergötlands län       | Östergötlands län    | 1 januari 1942   | 31 december 1970 | 12 796         | blev Finspångs kommun                                                                              |
| Forshaga           | Värmlands län           | Värmlands län        | 1 januari 1944   | 31 december 1970 | 6 315          | blev Forshaga kommun                                                                               |
| Frösö              | Jämtlands län           | Jämtlands län        | 1 januari 1948   | 31 december 1970 |                | uppgick i Östersunds kommun                                                                        |
| Frövi              | Örebro län              | Örebro län           | 1 januari 1955   | 31 december 1970 | 2 568          | uppgick i Lindesbergs kommun                                                                       |
| Furulund           | Malmöhus län            | Skåne län            | 1 januari 1952   | 31 december 1968 | 3 517          | uppgick i Kävlinge köping                                                                          |
| Gamleby            | Kalmar län              | Kalmar län           | 1620             | 31 december 1955 | 2 976          | uppgick i Gamleby landskommun, var lydköping/ municipalköping                                      |
| Gislaved           | Jönköpings län          | Jönköpings län       | 1 januari 1949   | 31 december 1970 | 10 373         | blev Gislaveds kommun                                                                              |
| Gnesta             | Södermanlands län       | Södermanlands län    | 1 januari 1955   | 31 december 1970 | 9 981          | blev Gnesta kommun som 1974 uppgick i Nyköpings kommun, utbröts igen till egen kommun 1992         |
| Grebbestad         | Göteborgs och Bohus län | Västra Götalands län | 1 januari 1929   | 31 december 1951 | 1 265          | uppgick i Tanums landskommun                                                                       |
| Grums              | Värmlands län           | Värmlands län        | 1 januari 1948   | 31 december 1970 | 5 213          | blev Grums kommun                                                                                  |
| Grästorp           | Skaraborgs län          | Västra Götalands län | 1 januari 1900   | 31 december 1951 | 3 002          | blev Grästorps kommun                                                                              |
| Götene             | Skaraborgs län          | Västra Götalands län | 1 januari 1952   | 31 december 1970 | 4 655          | blev Götene kommun                                                                                 |
| Hallsberg          | Örebro län              | Örebro län           | 1 januari 1908   | 31 december 1970 | 7 262          | blev Hallsbergs kommun                                                                             |
| Hallstahammar      | Västmanlands län        | Västmanlands län     | 1 januari 1943   | 31 december 1970 | 10 376         | blev Hallstahammars kommun                                                                         |
| Hammarö            | Värmlands län           | Värmlands län        | 1 januari 1950   | 31 december 1970 | 12 742         | blev Hammarö kommun                                                                                |
| Haparanda          | Norrbottens län         | Norrbottens län      | 6 december 1821  | 9 december 1842  | 4 767          | blev Haparanda stad                                                                                |
| Herrljunga         | Älvsborgs län           | Västra Götalands län | 1 januari 1953   | 31 december 1970 | 3 783          | blev Herrljunga kommun                                                                             |
| Holmsund           | Västerbottens län       | Västerbottens län    | 1 januari 1947   | 31 december 1970 | 5 634          | blev Holmsunds kommun som 1974 uppgick i Umeå kommun                                               |
| Hovmantorp         | Kronobergs län          | Kronobergs län       | 1 januari 1952   | 31 december 1970 | 3 500          | delades mellan Lessebo och Växjö kommuner                                                          |
| Hultsfred          | Kalmar län              | Kalmar län           | 1 januari 1927   | 31 december 1970 | 5 386          | blev Hultsfreds kommun                                                                             |
| Huskvarna          | Jönköpings län          | Jönköpings län       | 1 januari 1907   | 31 december 1910 | 21 243         | blev Huskvarna stad; numera i Jönköpings kommun                                                    |
| Hällefors          | Örebro län              | Örebro län           | 1 januari 1950   | 31 december 1970 | 5 128          | blev Hällefors kommun                                                                              |
| Hässelby villastad | Stockholms län          | Stockholms län       | 1 januari 1926   | 31 december 1948 | 17 087         | uppgick i Stockholms stad                                                                          |
| Hässleholm         | Kristianstads län       | Skåne län            | 1 januari 1901   | 31 mars 1913     | 17 289         | blev Hässleholms stad                                                                              |
| Hörby              | Malmöhus län            | Skåne län            | 1 januari 1900   | 31 december 1970 | 6 421          | blev Hörby kommun                                                                                  |
| Höör               | Malmöhus län            | Skåne län            | 1 januari 1939   | 31 december 1970 | 7 176          | blev Höörs kommun                                                                                  |
| Kinna              | Älvsborgs län           | Västra Götalands län | 1 januari 1947   | 31 december 1970 | 14 312         | uppgick i Marks kommun där Kinna är centralort                                                     |
| Klippan            | Kristianstads län       | Skåne län            | 1 januari 1945   | 31 december 1970 | 7 402          | blev Klippans kommun                                                                               |
| Kopparberg         | Örebro län              | Örebro län           | 1 januari 1908   | 31 december 1961 | 3 310          | Bytte 1962 namn till Ljusnarsbergs köping                                                          |
| Kristianopel       | Blekinge län            | Blekinge län         | 1686             | 31 december 1951 | 80             | Uppgick i Jämjö landskommun, var lydköping/municipalköping                                         |
| Krylbo             | Kopparbergs län         | Dalarnas län         | 1 januari 1919   | 31 december 1966 |                | uppgick i Avesta stad                                                                              |
| Kungsör            | Västmanlands län        | Västmanlands län     | 1 januari 1907   | 31 december 1970 | 8 287          | blev Kungsörs kommun                                                                               |
| Kävlinge           | Malmöhus län            | Skåne län            | 1 januari 1946   | 31 december 1970 | 8 006          | blev Kävlinge kommun                                                                               |
| Laxå               | Örebro län              | Örebro län           | 1 januari 1946   | 31 december 1970 | 3 641          | blev Laxå kommun                                                                                   |
| Lenhovda           | Kronobergs län          | Kronobergs län       | 1 januari 1957   | 31 december 1970 | 1 741          | uppgick i Uppvidinge kommun                                                                        |
| Lessebo            | Kronobergs län          | Kronobergs län       | 1 januari 1939   | 31 december 1970 | 2 692          | blev Lessebo kommun                                                                                |
| Lidingö            | Stockholms län          | Stockholms län       | 1 januari 1910   | 31 december 1925 | 30 107         | blev Lidingö stad                                                                                  |
| Lilla Edet         | Älvsborgs län           | Västra Götalands län | 1 januari 1951   | 31 december 1970 | 4 910          | blev Lilla Edets kommun                                                                            |
| Limhamn            | Malmöhus län            | Skåne län            | 1 januari 1906   | 31 december 1914 | 30 000         | uppgick i Malmö stad                                                                               |
| Ljungby            | Kronobergs län          | Kronobergs län       | 15 oktober 1828  | 8 december 1921  | 14 485         | blev Ljungby municipalsamhälle, var friköping/municipalköping                                      |
| Ljusdal            | Gävleborgs län          | Gävleborgs län       | 1 januari 1914   | 31 december 1970 | 6 149          | blev Ljusdals kommun                                                                               |
| Ljusnarsberg       | Örebro län              | Örebro län           | 1 januari 1962   | 31 december 1970 |                | Namnbyte från Kopparbergs köping, blev Ljusnarsbergs kommun                                        |
| Lomma              | Malmöhus län            | Skåne län            | 1 januari 1951   | 31 december 1970 | 8 373          | blev Lomma kommun                                                                                  |
| Ludvika            | Kopparbergs län         | Dalarnas län         | 1 januari 1915   | 31 december 1918 | 14 410         | blev Ludvika stad                                                                                  |
| Lycksele           | Västerbottens län       | Västerbottens län    | 1 januari 1929   | 31 december 1945 | 8 691          | blev Lycksele stad                                                                                 |
| Lysekil            | Göteborgs och Bohus län | Västra Götalands län | 1836             | 31 mars 1903     | 7 582          | blev Lysekils stad, var friköping före 1863                                                        |
| Malmköping         | Södermanlands län       | Södermanlands län    | 1784             | 31 december 1970 | 2 049          | uppgick i Flens kommun, var friköping före 1863                                                    |
| Mariannelund       | Jönköpings län          | Jönköpings län       | 1 januari 1928   | 31 december 1970 | 1 608          | uppgick i Eksjö kommun                                                                             |
| Markaryd           | Kronobergs län          | Kronobergs län       | 1 januari 1916   | 31 december 1970 | 3 862          | blev Markaryds kommun                                                                              |
| Mellerud           | Älvsborgs län           | Västra Götalands län | 1 januari 1908   | 31 december 1970 | 3 832          | blev Melleruds kommun                                                                              |
| Mora               | Kopparbergs län         | Dalarnas län         | 1 januari 1959   | 31 december 1970 | 10 797         | Namnbyte från Morastrands köping, blev Mora kommun                                                 |
| Morastrand         | Kopparbergs län         | Dalarnas län         | 1 januari 1908   | 31 december 1958 |                | Bytte 1959 namn till Mora köping                                                                   |
| Motala             | Östergötlands län       | Östergötlands län    | 1823             | 31 mars 1881     | 30 136         | blev Motala stad, var friköping före 1863                                                          |
| Munkfors           | Värmlands län           | Värmlands län        | 1 januari 1949   | 31 december 1970 | 3 376          | blev Munkfors kommun                                                                               |
| Mönsterås          | Kalmar län              | Kalmar län           | 1620             | 31 december 1970 | 4 924          | blev Mönsterås kommun, var lydköping före 1863                                                     |
| Mörbylånga         | Kalmar län              | Kalmar län           | 31 oktober 1820  | 31 december 1951 | 1 788          | blev Mörbylånga kommun, var friköping/municipalköping före 1881                                    |
| Norberg            | Västmanlands län        | Västmanlands län     | 1 januari 1952   | 31 december 1970 | 4 644          | blev Norbergs kommun                                                                               |
| Norrahammar        | Jönköpings län          | Jönköpings län       | 1 januari 1944   | 31 december 1970 |                | uppgick i Jönköpings kommun                                                                        |
| Nybro              | Kalmar län              | Kalmar län           | 1865-02-03       | 31 december 1931 | 12 322         | blev Nybro stad, var friköping/municipalköping före 1879-04-25                                     |
| Nynäshamn          | Stockholms län          | Stockholms län       | 1 januari 1911   | 31 december 1945 | 12 983         | blev Nynäshamns stad                                                                               |
| Nässjö             | Jönköpings län          | Jönköpings län       | 1 januari 1890   | 31 december 1913 | 16 428         | blev Nässjö stad                                                                                   |
| Olofström          | Blekinge län            | Blekinge län         | 1 januari 1941   | 31 december 1970 | 7 429          | blev Olofströms kommun                                                                             |
| Osby               | Kristianstads län       | Skåne län            | 1 januari 1937   | 31 december 1970 | 6 903          | blev Osby kommun                                                                                   |
| Oskarström         | Hallands län            | Hallands län         | 1 januari 1947   | 31 december 1970 | 3 867          | uppgick i Halmstads kommun                                                                         |
| Pataholm           | Kalmar län              | Kalmar län           | 1540-talet       | 31 december 1953 |                | uppgick i Ålems landskommun, var lydköping/municipalköping                                         |
| Perstorp           | Kristianstads län       | Skåne län            | 1 januari 1947   | 31 december 1970 | 5 321          | blev Perstorps kommun                                                                              |
| Påskallavik        | Kalmar län              | Kalmar län           | 1689             | 31 december 1955 | 1 144          | uppgick i Döderhults landskommun, var lydköping/municipalköping                                    |
| Ronneby            | Blekinge län            | Blekinge län         | 1686             | 30 november 1882 | 11 857         | blev Ronneby stad, var lydköping före 1863                                                         |
| Ryd                | Kronobergs län          | Kronobergs län       | 1 januari 1958   | 31 december 1970 | 1 500          | Hette före 1 januari 1967 Almundsryds köping; uppgick i Tingsryds och Älmhults kommuner.           |
| Saltsjöbaden       | Stockholms län          | Stockholms län       | 1 januari 1909   | 31 december 1970 | 8 606          | uppgick i Nacka kommun                                                                             |
| Sandviken          | Gävleborgs län          | Gävleborgs län       | 1 januari 1927   | 31 december 1942 | 23 028         | blev Sandvikens stad                                                                               |
| Sjöbo              | Malmöhus län            | Skåne län            | 1 januari 1952   | 31 december 1970 | 6 270          | blev Sjöbo kommun                                                                                  |
| Skene              | Älvsborgs län           | Västra Götalands län | 1 januari 1951   | 31 december 1970 |                | uppgick i Marks kommun                                                                             |
| Skillingaryd       | Jönköpings län          | Jönköpings län       | 1 januari 1952   | 31 december 1970 | 3 700          | uppgick i Vaggeryds kommun                                                                         |
| Skurup             | Malmöhus län            | Skåne län            | 1 januari 1914   | 31 december 1970 | 6 615          | blev Skurups kommun                                                                                |
| Skön               | Västernorrlands län     | Västernorrlands län  | 1 januari 1948   | 31 december 1964 |                | uppgick i Sundsvalls stad                                                                          |
| Slite              | Gotlands län            | Gotlands län         | 1 januari 1936   | 31 december 1970 | 1 617          | uppgick i Gotlands kommun                                                                          |
| Smedjebacken       | Kopparbergs län         | Dalarnas län         | 1 januari 1918   | 31 december 1970 | 5 660          | blev Smedjebackens kommun                                                                          |
| Sollefteå          | Västernorrlands län     | Västernorrlands län  | 1 januari 1902   | 31 december 1916 | 8 712          | blev Sollefteå stad                                                                                |
| Sollentuna         | Stockholms län          | Stockholms län       | 1 januari 1944   | 31 december 1970 |                | blev Sollentuna kommun                                                                             |
| Stocksund          | Stockholms län          | Stockholms län       | 1 januari 1910   | 31 december 1966 |                | uppgick i Djursholms stad, numera i Danderyds kommun                                               |
| Storfors           | Värmlands län           | Värmlands län        | 1 januari 1950   | 31 december 1970 | 2 542          | blev Storfors kommun                                                                               |
| Storvik            | Gävleborgs län          | Gävleborgs län       | 1 januari 1924   | 31 december 1970 | 2 293          | uppgick i Sandvikens kommun                                                                        |
| Sundbyberg         | Stockholms län          | Stockholms län       | 1 januari 1888   | 31 december 1926 | 33 816         | blev Sundbybergs stad                                                                              |
| Sunne              | Värmlands län           | Värmlands län        | 1 januari 1920   | 31 december 1970 | 4 850          | blev Sunne kommun                                                                                  |
| Svedala            | Malmöhus län            | Skåne län            | 1 januari 1919   | 31 december 1970 | 9 085          | blev Svedala kommun                                                                                |
| Sveg               | Jämtlands län           | Jämtlands län        | 1 januari 1937   | 31 december 1970 | 2 724          | blev Svegs kommun som 1974 uppgick i Härjedalens kommun                                            |
| Svenljunga         | Älvsborgs län           | Västra Götalands län | 1 januari 1946   | 31 december 1970 | 3 405          | blev Svenljunga kommun                                                                             |
| Säffle             | Värmlands län           | Värmlands län        | 1 januari 1882   | 31 december 1950 | 9 316          | blev Säffle stad                                                                                   |
| Tibro              | Skaraborgs län          | Västra Götalands län | 1 januari 1947   | 31 december 1970 | 7 938          | blev Tibro kommun                                                                                  |
| Tidaholm           | Skaraborgs län          | Västra Götalands län | 1 januari 1895   | 31 december 1909 | 7 938          | blev Tidaholms stad                                                                                |
| Tierp              | Uppsala län             | Uppsala län          | 1 januari 1920   | 31 december 1970 | 5 147          | blev Tierps kommun                                                                                 |
| Timrå              | Västernorrlands län     | Västernorrlands län  | 1 januari 1947   | 31 december 1970 | 10 365         | blev Timrå kommun                                                                                  |
| Tingsryd           | Kronobergs län          | Kronobergs län       | 1 januari 1921   | 31 december 1970 | 3 096          | blev Tingsryds kommun                                                                              |
| Tomelilla          | Kristianstads län       | Skåne län            | 1 januari 1921   | 31 december 1970 | 5 946          | blev Tomelilla kommun                                                                              |
| Tranås             | Jönköpings län          | Jönköpings län       | 1 januari 1882   | 31 december 1918 | 14 037         | blev Tranås stad                                                                                   |
| Traryd             | Kronobergs län          | Kronobergs län       | 1 januari 1952   | 31 december 1970 | 711            | uppgick i Markaryds kommun                                                                         |
| Trelleborg         | Malmöhus län            | Skåne län            | 25 oktober 1844  | 31 maj 1867      | 24 850         | blev Trelleborgs stad, var friköping/municipalköping före 1867                                     |
| Täby               | Stockholms län          | Stockholms län       | 1 januari 1948   | 31 december 1970 | 57 834         | blev Täby kommun                                                                                   |
| Töreboda           | Skaraborgs län          | Västra Götalands län | 1 januari 1909   | 31 december 1970 | 4 236          | blev Töreboda kommun                                                                               |
| Vaggeryd           | Jönköpings län          | Jönköpings län       | 1 januari 1952   | 31 december 1970 | 4 694          | blev Vaggeryds kommun                                                                              |
| Valdemarsvik       | Östergötlands län       | Östergötlands län    | 1647             | 31 december 1970 | 2 954          | blev Valdemarsviks kommun; var lydköping/municipalköping före 1914                                 |
| Vara               | Skaraborgs län          | Västra Götalands län | 1 januari 1894   | 31 december 1970 | 3 688          | blev Vara kommun                                                                                   |
| Vetlanda           | Jönköpings län          | Jönköpings län       | 1 januari 1909   | 31 december 1919 | 12 559         | blev Vetlanda stad                                                                                 |
| Vilhelmina         | Västerbottens län       | Västerbottens län    | 1 januari 1947   | 31 december 1970 | 3 844          | blev Vilhelmina kommun                                                                             |
| Vinslöv            | Kristianstads län       | Skåne län            | 1 januari 1934   | 31 december 1970 | 3 818          | blev Vinslövs centralkommun som 1974 uppgick i Hässleholms kommun                                  |
| Virserum           | Kalmar län              | Kalmar län           | 1 januari 1956   | 31 december 1970 | 2 066          | uppgick i Hultsfreds kommun                                                                        |
| Vännäs             | Västerbottens län       | Västerbottens län    | 1 januari 1928   | 31 december 1970 | 4 192          | blev Vännäs kommun                                                                                 |
| Värnamo            | Jönköpings län          | Jönköpings län       | 1620             | 31 oktober 1920  | 17 627         | blev Värnamo stad var före 1871 lydköping/friköping/municipalköping                                |
| Åhus               | Kristianstads län       | Skåne län            | 1 januari 1905   | 31 december 1970 | 8 681          | uppgick i Kristianstads kommun                                                                     |
| Ånge               | Västernorrlands län     | Västernorrlands län  | 1 januari 1946   | 31 december 1970 | 3 057          | blev Ånge kommun                                                                                   |
| Årjäng             | Värmlands län           | Värmlands län        | 1 januari 1941   | 31 december 1970 | 3 224          | blev Årjängs kommun                                                                                |
| Åseda              | Kronobergs län          | Kronobergs län       | 1 januari 1943   | 31 december 1970 | 2 500          | uppgick i Uppvidinge kommun där Åseda är centralort                                                |
| Åsele              | Västerbottens län       | Västerbottens län    | 1 januari 1959   | 31 december 1970 | 2 080          | Sveriges sista köping, blev Åsele kommun                                                           |
| Åstorp             | Kristianstads län       | Skåne län            | 1 januari 1946   | 31 december 1970 | 8 007          | blev Åstorps kommun                                                                                |
| Åtvidaberg         | Östergötlands län       | Östergötlands län    | 1 januari 1947   | 31 december 1970 | 7 066          | blev Åtvidabergs kommun                                                                            |
| Älmhult            | Kronobergs län          | Kronobergs län       | 1 januari 1901   | 31 december 1970 | 8 277          | blev Älmhults kommun                                                                               |
| Älvsbyn            | Norrbottens län         | Norrbottens län      | 1 januari 1948   | 31 december 1970 | 5 176          | blev Älvsbyns kommun                                                                               |
| Örnsköldsvik       | Västernorrlands län     | Västernorrlands län  | 6 oktober 1842   | 31 december 1893 | 28 765         | blev Örnsköldsviks stad, var friköping                                                             |